# Трускавка (Мазовецьке воєводство)
Трускавка (пол. Truskawka) — село в Польщі, у гміні Чоснув Новодворського повіту Мазовецького воєводства.
Населення — 120 осіб (2011).
У 1975-1998 роках село належало до Варшавського воєводства.

## Демографія
Демографічна структура станом на 31 березня 2011 року:
|          | Загалом | Допрацездатний вік | Працездатний вік | Постпрацездатний вік |
| -------- | ------- | ------------------ | ---------------- | -------------------- |
| Чоловіки | 60      | 13                 | 37               | 10                   |
| Жінки    | 60      | 12                 | 30               | 18                   |
| Разом    | 120     | 25                 | 67               | 28                   |